# Орден Звезды Африки
Орден Звезды Африки — государственная награда Либерии.

## История
Орден был учреждён в 1920 году для поощрения граждан Либерии и иностранных государств за заслуги в области искусства и науки, а также за заслуги перед всей Африкой.
Орденом степени Кавалера Большого креста был награждён первый космонавт Юрий Алексеевич Гагарин.

## Степени
- Кавалер Большого креста
- Рыцарь-командор
- Командор
- Офицер
- Рыцарь

## Описание
Знак ордена — девятиконечная звезда, двугранные заострённые лучи которой покрыты белой эмалью. Между лучами золотые штралы, состоящие из пяти лучиков в виде «ласточкиного хвоста», на которых помещена пятиконечная звезда синей эмали. В центре золотой круглый медальон с каймой красной эмали, в центре которого аллегорическое изображение идущей к сияющей звезде женской фигуры. На кайме надпись «Light in Darkness» (Свет во тьме), внизу три пятиконечные звёздочки.
Реверс знака аналогичен аверсу, за исключением центрального медальона с каймой голубой эмали, в центре которого вензель в виде переплетённых букв «L» и «R» над цифрами «1920». На кайме надпись «The Love of Liberty Brought Us Here» (Любовь к свободе привела нас сюда).
Знак при помощи переходного звена в виде двух оливковых ветвей, перевязанных внизу лентой, крепится к орденской ленте.
Звезда ордена аналогична знаку.
Лента ордена голубого цвета с широкой красной полосой по центру.